# ラブコンカーズオール
ラブコンカーズオール (Love Conquers All) は、2010年前後に活躍したオーストラリアの競走馬、種牡馬である。馬名は「愛は全てに打ち勝つ」の意味がある。
オーストラリアで2009年から2012年まで走り、24戦8勝。イエローグレンザショーツ（G2）、ベットフェアステークス（G3）、ミサイルステークス（G3）などの重賞に勝ったが、G1は3度2着があるものの勝てなかった。勝利したレースは全て1100-1400mのスプリンターだった。
引退後は種牡馬となった。父Mossmanは、G1を7勝したBuffering、G1チェアマンズスプリントプライズに勝ったIvictoryを出すなど成功した種牡馬だったが、本馬以外の重賞を勝った牡馬8頭は全てセン馬である。しかしながら、Love Conquers Allは、母She's a MeanieがG1馬の良血だったため去勢されず、父唯一の後継種牡馬となった。
なお、Mossmanの父系はアメリカ合衆国生産のSuccess Expressからプリンスキロ、そしてセントサイモンに遡る。初年度は181頭の交配数に恵まれ、セントサイモン系全体としてみても、かなりの規模で種付け数を集めた最後の種牡馬でなった。
産駒は2015年にデビュー。2015/16シーズン豪ファーストシーズンサイアーで2位（賞金ベース）につけ、勝ち数はその年にデビューした種牡馬としては最多だった。重賞馬も複数出しているが、当初からほとんどの牡馬は去勢されており、種付け数もかなり減少している。

## 主な産駒
- Savanna Amour（2017年アンガスアルマナスコステークス（G2）、2017年ゴールドコーストギニー（G3）、2017年コクラムステークス（G3）、2017年オッズブーストステークス（G3））
- Love You Lucy（2020年デーンリッパーステークス（G2））
- I'm a Rippa（2018年BRCスプリント（G3）、2018年ジョージムーアステークス（G3））
- Wapiti（2020年ウィンクスギニーズ（G3））

## 血統表
| ラブコンカーズオールの血統（プリンスキロ系）   | ラブコンカーズオールの血統（プリンスキロ系）  | ラブコンカーズオールの血統（プリンスキロ系） | （血統表の出典）            | （血統表の出典） |
| 父 Mossman 鹿毛 1995 オーストラリア            | 父の父Success Express 鹿毛 1985 アメリカ      | Hold Your Peace                              | Speak John                  | Speak John       |
| 父 Mossman 鹿毛 1995 オーストラリア            | 父の父Success Express 鹿毛 1985 アメリカ      | Hold Your Peace                              | Blue Moon                   |                  |
| 父 Mossman 鹿毛 1995 オーストラリア            | 父の父Success Express 鹿毛 1985 アメリカ      | Au Printemps                                 | Dancing Champ               | Dancing Champ    |
| 父 Mossman 鹿毛 1995 オーストラリア            | 父の父Success Express 鹿毛 1985 アメリカ      | Au Printemps                                 | Lorgnette                   |                  |
| 父 Mossman 鹿毛 1995 オーストラリア            | 父の母Lichen Lady 栗毛 1982 オーストラリア    | Twig Moss                                    | Luthier                     | Luthier          |
| 父 Mossman 鹿毛 1995 オーストラリア            | 父の母Lichen Lady 栗毛 1982 オーストラリア    | Twig Moss                                    | Top Twig                    |                  |
| 父 Mossman 鹿毛 1995 オーストラリア            | 父の母Lichen Lady 栗毛 1982 オーストラリア    | Off Shore                                    | グランディ                  | グランディ       |
| 父 Mossman 鹿毛 1995 オーストラリア            | 父の母Lichen Lady 栗毛 1982 オーストラリア    | Off Shore                                    | No Relation                 |                  |
| 母 She's a Meanie 青鹿毛 1995 ニュージーランド | 母の父Prince Salieri 栗毛 1986 オーストラリア | Salieri                                      | Accipiter                   | Accipiter        |
| 母 She's a Meanie 青鹿毛 1995 ニュージーランド | 母の父Prince Salieri 栗毛 1986 オーストラリア | Salieri                                      | Hogan's Sister              |                  |
| 母 She's a Meanie 青鹿毛 1995 ニュージーランド | 母の父Prince Salieri 栗毛 1986 オーストラリア | Caitie's Kingdom                             | Planet Kingdom              | Planet Kingdom   |
| 母 She's a Meanie 青鹿毛 1995 ニュージーランド | 母の父Prince Salieri 栗毛 1986 オーストラリア | Caitie's Kingdom                             | Kiss Me Cait                |                  |
| 母 She's a Meanie 青鹿毛 1995 ニュージーランド | 母の母Shekanwyn 鹿毛 1987 ニュージーランド    | Musical Phantasy                             | Sham                        | Sham             |
| 母 She's a Meanie 青鹿毛 1995 ニュージーランド | 母の母Shekanwyn 鹿毛 1987 ニュージーランド    | Musical Phantasy                             | Allie's Serenade            |                  |
| 母 She's a Meanie 青鹿毛 1995 ニュージーランド | 母の母Shekanwyn 鹿毛 1987 ニュージーランド    | Brauner Flight                               | Brauner                     | Brauner          |
| 母 She's a Meanie 青鹿毛 1995 ニュージーランド | 母の母Shekanwyn 鹿毛 1987 ニュージーランド    | Brauner Flight                               | Heirship                    |                  |
| 母系(F-No.)                                    | (FN:C4)                                       | (FN:C4)                                      | (FN:C4)                     | [ § 2 ]          |
| 5代内の近親交配                                | Speak John 4x5, Klairon 5x5                   | Speak John 4x5, Klairon 5x5                  | Speak John 4x5, Klairon 5x5 | [ § 3 ]          |
| 出典                                           | 1. 2. 3.                                      | 1. 2. 3.                                     | 1. 2. 3.                    | 1. 2. 3.         |